# Велестово
Велестово (на македонска литературна норма: Велестово) е село в Община Охрид, Северна Македония.

## География
Селото е разположено в планината Галичица, на 5 километра южно от град Охрид, източно от Охридското езеро с впечатяващ изглед от високо към езерото.

## История
В по-стари времена селото е известно още с имената Власто, Велесто и други. В „Етнография на вилаетите Адрианопол, Монастир и Салоника“, издадена в Константинопол в 1878 година и отразяваща статистиката на населението от 1873 година Велестово (Vélestovo) е посочено като село с 80 домакинства с 245 жители българи.
Според статистиката на Васил Кънчов („Македония. Етнография и статистика“) към 1900 година във Велесто (Велестово) живеят 560 българи-християни.
На Етнографската карта на Битолския вилает на Картографския институт в София от 1901 година Велесто е чисто българско село в Охридската каза на Битолския санджак със 70 къщи.
В началото на XX век цялото население на Велестово е под върховенството на Българската екзархия. По данни на секретаря на екзархията Димитър Мишев („La Macédoine et sa Population Chrétienne“) в 1905 година в селото има 560 българи екзархисти.
В рапорт на главния учител Яким Деребанов от 1905 година е отбелязано, че Велесто има 96 къщи с 547 жители българи-християни. Жителите се занимават със земеделие и скотовъдство, мнозина работят в чужбина. Селото снабдява Охрид с дърва и дъски. Според Деребанов икономическото му положение не е добро, защото земята е неплодородна, а скотовъдството не е добре развито. „Селените“ - отбелязва той, „вижда се, че са трудолюбиви и в едно недалечно бъдеще икономическото си положение ще подобрят“.
При избухването на Балканската война в 1912 година 15 души от Велестово са доброволци в Македоно-одринското опълчение.
По време на българското управление на Вардарска Македония през Първата световна война Велестово е част от Велгошка община в Охридска околия на Охридски окръг и има 630 жители.
Според преброяването от 2002 година Велестово има 53 жители северномакедонци.
| Националност     | Всичко |
| северномакедонци | 53     |
| албанци          | 0      |
| турци            | 0      |
| роми             | 0      |
| власи            | 0      |
| сърби            | 0      |
| бошняци          | 0      |
| други            | 0      |

Основна забележителност на Велестово е църквата „Успение Богородично“ от XV век. В 1986 година са осветени основите на манастира „Света Троица“, който е завършен и осветен на 21 август 1989 година от страна на митрополит Тимотей Дебърско-Кичевски. Ктитори на манастира са Наум и Благуна Митрески от Велестово.
Във Велестово се провеждат регулярно прочутите поетични вечери, на които си дават среща поети от цяла Северна Македония и чужбина.

## Личности
Родени във Велестово
- Наум Димитров Димов (1830 – 1925), участник в Българското опълчение и в Сръбско-българската война
- Наум Тодоров, македоно-одрински опълченец, 3 рота на 6 охридска дружина, убит[10]
- Славе Георго Димоски (р. 1959), писател от Северна Македония
- Спас Анастасов, македоно-одрински опълченец, 1 рота на 8 костурска дружина[11]